# Gvia HaMedina 2014-2015
La Coppa d'Israele 2014-2015 (in ebraico 2014-2015 גביע המדינה, Gvia HaMedina 2014-2015, cioè "Coppa di Stato 2014-2015") è stata la 76ª edizione della competizione, la 61ª dalla nascita dello Stato di Israele. Il torneo è iniziato il 10 settembre 2014 ed è terminato il 20 maggio 2015.
Il Maccabi Tel Aviv ha vinto il trofeo per la 23ª volta nella sua storia, sconfiggendo l'Hapoel Be'er Sheva in finale.
Il 2 luglio 2014 l'IFA ha comunicato un cambio nel formato del torneo con i quarti di finale che verranno giocati con gare di andata e ritorno.

## Sesto turno
Dal primo al quinto turno la Coppa d'Israele si gioca a livello regionale e partecipano tutte le squadre iscritte all'IFA. A partire dal sesto turno la Coppa d'Israele si gioca a livello nazionale.
| Squadra 1                        | Risultato             | Squadra 2                |
| -------------------------------- | --------------------- | ------------------------ |
| Hapoel Kiryat Shalom             | 2 – 3                 | Shikun HaMizrach         |
| Bnei Eilat                       | 2 – 0 (dts)           | Hapoel Azor              |
| Hapoel Yeruham                   | 0 – 3                 | Hapoel Ashkelon          |
| Hapoel Kfar Shalem               | 0 – 2                 | Be'er Sheva              |
| Hapoel Beit She'an               | 1 – 0                 | Ahva Arraba              |
| Maccabi Tzur Shalom              | 1 – 0                 | Maccabi Bnei Nahf        |
| Maccabi Sha'arayim               | 0 – 0 (dts) (0–3 dcr) | Holon                    |
| Maccabi Sektzia Ma'alot-Tarshiha | 6 – 2 (dts)           | Hapoel Daliyat al-Karmel |
| Hapoel Kafr Kanna                | 0 – 1                 | Giv'at Olga              |
| Maccabi Ironi Kiryat Ata         | 0 – 1                 | Hapoel Migdal HaEmek     |
| Beitar Tubruk                    | 1 – 1 (dts) (4–2 dcr) | Hapoel Nahlat Yehuda     |
| Ihud Bnei Baqa                   | 1 – 2                 | Hapoel Asi Gilboa        |
| Maccabi Daliyat al-Karmel        | 3 – 1                 | Tzeirei Tamra            |
| Hapoel Marmorek                  | 4 – 0                 | Beitar Petah Tikva       |
| Haifa                            | 1 – 1 (dts) (6–7 dcr) | Hapoel Ironi Baka        |
| Kafr Qasim                       | 1 – 2                 | Maccabi Kabilio Jaffa    |

## Settimo turno
| Squadra 1              | Risultato             | Squadra 2                 |
| ---------------------- | --------------------- | ------------------------- |
| 23 dicembre 2014       |                       |                           |
| Bnei Eilat             | 1 – 0                 | Maccabi Kiryat Gat        |
| Hapoel Ironi Baka      | 1 – 3                 | Maccabi Ma'alot-Tarshiha  |
| Hapoel Asi Gilboa      | 4 – 4 (dts) (3–5 dcr) | Holon                     |
| Hapoel Marmorek        | 0 – 0 (dts) (4–3 dcr) | Hapoel Beit She'an        |
| Hapoel Migdal HaEmek   | 3 – 1                 | Maccabi Daliyat al-Karmel |
| Shikun HaMizrah        | 1 – 0                 | Be'er Sheva               |
| Hapoel Bnei Lod        | 1 – 0                 | Hakoah Ramat Gan          |
| Maccabi Herzliya       | 5 – 0                 | Beitar Tubruk             |
| Hapoel Ramat Gan       | 1 – 1 (dts) (8–9 dcr) | Giv'at Olga               |
| Ironi Tiberias         | 2 – 2 (dts) (2–4 dcr) | Hapoel Kfar Saba          |
| Maccabi Ahi Nazaret    | 2 – 0                 | Hapoel Gerusalemme        |
| Bnei Yehuda            | 7 – 0                 | Maccabi Tzur Shalom       |
| 24 dicembre 2014       |                       |                           |
| Ironi R. HaSharon      | 3 – 0                 | Nazareth Illit            |
| Maccabi Kabilio Giaffa | 1 – 3                 | Hapoel Ashkelon           |

## Ottavo turno
| Squadra 1             | Risultato             | Squadra 2                |
| --------------------- | --------------------- | ------------------------ |
| 13 gennaio 2015       |                       |                          |
| Shikun HaMizrah       | 1 – 0                 | Hapoel Migdal HaEmek     |
| Hapoel Petah Tiqwa    | 2 – 1                 | Hapoel Bnei Lod          |
| Giv'at Olga           | 1 – 2                 | Hapoel Petah Tiqwa       |
| Hapoel Marmorek       | 0 – 3                 | Hapoel Afula             |
| Bnei Eilat            | 1 – 2                 | Hapoel Kfar Saba         |
| Hapoel Ra'anana       | 2 – 1                 | Bnei Yehuda              |
| Maccabi Ahi Nazaret   | 3 – 1                 | Maccabi Natanya          |
| Maccabi Herzliya      | 0 – 1                 | Hapoel Be'er Sheva       |
| Hapoel Akko           | 0 – 2                 | Ironi K. Shmona          |
| Hapoel Haifa          | 0 – 0 (dts) (2–4 dcr) | Ashdod                   |
| Holon                 | 1 – 4                 | Maccabi Ma'alot-Tarshiha |
| 14 gennaio 2015       |                       |                          |
| Ironi R. HaSharon     | 1 – 3 (dts)           | Maccabi Haifa            |
| Beitar Tel Aviv Ramla | 1 – 4                 | Maccabi Tel Aviv         |
| 15 gennaio 2015       |                       |                          |
| Maccabi Yavne         | 1 – 0                 | Bnei Sakhnin             |
| Hapoel Rishon LeZion  | 1 – 2                 | Hapoel Tel Aviv          |
| Hapoel Ashkelon       | 3 – 3 (dts) (3–1 dcr) | Beitar Gerusalemme       |

## Ottavi di finale
| Squadra 1           | Risultato             | Squadra 2                |
| ------------------- | --------------------- | ------------------------ |
| 27 gennaio 2015     |                       |                          |
| Maccabi Tel Aviv    | 1 – 0                 | Hapoel Ashkelon          |
| Maccabi Petah Tiqwa | 1 – 0                 | Hapoel Petah Tiqwa       |
| 28 gennaio 2015     |                       |                          |
| Hapoel Ra'anana     | 0 – 1 (dts)           | Hapoel Be'er Sheva       |
| Hapoel Tel Aviv     | 0 – 2                 | Hapoel Kfar Saba         |
| Maccabi Haifa       | 1 – 1 (dts) (1–3 dcr) | Ironi K. Shmona          |
| 29 gennaio 2015     |                       |                          |
| Hapoel Afula        | 3 – 0                 | Maccabi Ma'alot-Tarshiha |
| Maccabi Yavne       | 5 – 1                 | Shikun HaMizrah          |
| Maccabi Ahi Nazaret | 2 – 1                 | Ashdod                   |

## Quarti di finale
| Squadra 1                  | Totale      | Squadra 2           | Andata | Ritorno |
| -------------------------- | ----------- | ------------------- | ------ | ------- |
| 10 febbraio / 4 marzo 2015 |             |                     |        |         |
| Hapoel Afula               | 2 – 2 (gfc) | Maccabi Petah Tiqwa | 0 – 0  | 2 – 2   |
| Hapoel Kfar Saba           | 1 – 2       | Maccabi Ahi Nazaret | 1 – 1  | 0 – 1   |
| Maccabi Yavne              | 1 – 4       | Hapoel Be'er Sheva  | 0 – 3  | 1 – 1   |
| 25 febbraio / 4 marzo 2015 |             |                     |        |         |
| Ironi K. Shmona            | 1 – 4       | Maccabi Tel Aviv    | 1 – 1  | 0 – 3   |

## Semifinali
| Squadra 1        | Risultato | Squadra 2           |
| ---------------- | --------- | ------------------- |
| 29 aprile 2015   |           |                     |
| Hapoel Afula     | 0 – 7     | Hapoel Be'er Sheva  |
| Maccabi Tel Aviv | 3 – 0     | Maccabi Ahi Nazaret |

## Finale
| Arbitro: | Ziv Adler |

|                       |           |                                               |
| Hoban 33’ Buzaglo 58’ | Marcatori | 21’ 47’ 53’ Prica 30’ Ziv 58’ Zahavi 62’ Radi |